# Arthrosaura
Arthrosaura este un gen de șopârle din familia Gymnophthalmidae.

Cladograma conform Catalogue of Life:
| Arthrosaura | \| \| Arthrosaura guianensis \| \| \| \| \| \| Arthrosaura kockii \| \| \| \| \| \| Arthrosaura reticulata \| \| \| \| \| \| Arthrosaura synaptolepis \| \| \| \| \| \| Arthrosaura testigensis \| \| \| \| \| \| Arthrosaura tyleri \| \| \| \| \| \| Arthrosaura versteegii \| \| \| \| |
|             | \| \| Arthrosaura guianensis \| \| \| \| \| \| Arthrosaura kockii \| \| \| \| \| \| Arthrosaura reticulata \| \| \| \| \| \| Arthrosaura synaptolepis \| \| \| \| \| \| Arthrosaura testigensis \| \| \| \| \| \| Arthrosaura tyleri \| \| \| \| \| \| Arthrosaura versteegii \| \| \| \| |
|             | Arthrosaura guianensis |
|             | |
|             | Arthrosaura kockii |
|             | |
|             | Arthrosaura reticulata |
|             | |
|             | Arthrosaura synaptolepis |
|             | |
|             | Arthrosaura testigensis |
|             | |
|             | Arthrosaura tyleri |
|             | |
|             | Arthrosaura versteegii |
|             | |